# Consiglio Nazionale delle Donne Italiane
Il Consiglio Nazionale delle Donne Italiane (CNDI) è una federazione italiana di associazioni di donne con lo scopo di migliorare le loro condizioni politico-sociali. 

## Storia

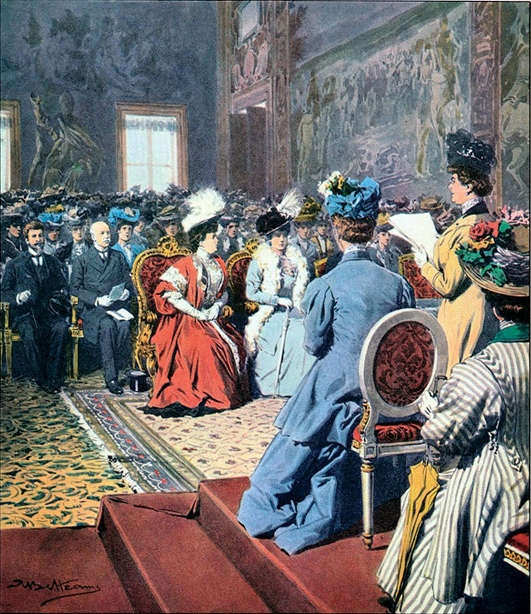
Congresso delle Donne Italiane, Roma, 1908, organizzato dal CNDI

Nata nel 1901 come Federazione delle Opere di Attività femminile, nel 1903 assunse il nome di Consiglio nazionale delle donne; come filiale italiana dell'International Alliance of Women, riuniva originariamente organizzazioni di federazioni che rappresentavano Roma, Lombardia e Piemonte e fu presieduto da Gabriella Rasponi Spalletti fino alla sua morte, avvenuta nel 1931. Fin dall'inizio l'associazione è stata aperta a tutte le donne, indipendentemente dai loro orientamenti politici e religiosi. Tra le aderenti della prima ora anche Lidia Poët, prima avvocata d'Italia che curò la sezione giuridica del sodalizio. 
Le prime componenti dell'organizzazione comprendevano scrittrici, insegnanti e suffragiste come Lavinia Taverna, Maria Pasolini Ponti, Sofia Bisi Albini, Giacinta Martini Marescotti, Maria Grassi Koenen, Virginia Nathan, Angelica Devito Tommasi, Maria Montessori e Alice Schiavoni Bosio.
Il CNDI fu sciolto durante il periodo fascista ma rinacque nel 1944. 

### Il primo Congresso Nazionale delle Donne Italiane, Roma 1908
Dal 23 al 30 aprile 1908, convocato dal CNDI, si svolse a Roma il primo Congresso nazionale delle donne italiane, a cui parteciparono oltre 30 organizzazioni femminili da tutta Italia. Fu inaugurato in presenza della Regina Elena e con il saluto del sindaco Nathan e del Ministro della Pubblica Istruzione. Vi presero parte oltre mille donne di diversa estrazione sociale e orientamento ideologico: operaie, maestre, telegrafiste, artisti, scrittrici, giornaliste, militanti socialiste, cattoliche, repubblicane, donne dell'aristocrazia e dell'alta borghesia. Furono ammessi anche gli uomini, tra cui l'on. Sonnino, dietro pagamento della quota di iscrizione, ma senza diritto di voto.
La Presidente Gabriella Rasponi Spalletti nel suo discorso introduttivo affermò che il Congresso intendeva farsi portavoce delle aspirazioni di progresso di tutte le donne italiane, senza distinzione di fede o di appartenenza politica.
Gli argomenti trattati riguardarono le condizioni di lavoro delle donne, l'istruzione, la salute e i diritti politici.
All'interno del Congresso, il Comitato Nazionale pro Suffragio femminile organizzò una sessione plenaria incentrata su come il Parlamento potesse essere persuaso ad accettare i diritti di voto per le donne. 

## Attività
Attualmente l'associazione si occupa di aiutare l'istituzione di cooperative femminili, istruire le donne analfabete, assistere i migranti e sviluppare il ruolo delle donne nelle professioni. Combatte anche la prostituzione e il traffico delle donne.
Nel corso degli anni, ha organizzato numerosi incontri su argomenti di interesse delle donne, compresa l'introduzione del divorzio e la riforma del diritto di famiglia. Più recentemente, la sua attività si è ampliata alla formazione professionale e l'occupazione, e ad aumentare il coinvolgimento delle donne nella sfera pubblica.

## Pubblicazioni
- Consiglio nazionale delle donne italiane, Donne italiane, anche per il nostro Paese è venuta l'ora amarissima della invasione, Roma, Off. Tip. Pinto, 1917.
- Federazione delle opere di attività femminile, Consiglio nazionale delle donne italiane (a cura di), Bollettino del Consiglio nazionale delle donne italiane, Roma, Vita femminile italiana, 1909.
- Consiglio nazionale delle donne italiane, Programma del congresso nazionale femminile, Roma, Tip. Dell'Unione Editrice, 1916.
- Consiglio nazionale delle donne italiane, Atti del 3. Congresso Nazionale Femminile "L'Educazione in Famiglia": Roma, 3-8 maggio 1923, Roma, Tip. Corriere d'Italia, 1923.
- Atti del Congresso Internazionale femminile: Roma, 16-23 Maggio 1914, Consiglio nazionale delle donne italiane (ed.), [S.l, s.n., 1915.
- Statuto, Consiglio nazionale delle donne italiane (ed.), Roma, s.n., 1956.
- Consiglio nazionale delle donne italiane, Attività femminile sociale: rivista bimestrale, Roma, \s.n.!, 1913.
- Consiglio nazionale delle donne italiane, Statuto approvato nell'Assemblea generale del 19 gennaio 1911, Roma, tip. G. Pistolesi, 1911.
- Consiglio nazionale delle donne italiane, Teresita Sandeschi Scelba e i suoi tempi: per i suoi novantanni, Roma, s.n, 1975.
- Consiglio nazionale delle donne italiane: Statuto approvato nell'Assemblea generale del 15 aprile 1921, Consiglio nazionale delle donne italiane (ed.), [S.l, s.n.!, 1921.
- Consiglio nazionale delle donne italiane: Statuto approvato nell'assemblea generale del 28 maggio 1927, Consiglio nazionale delle donne italiane (ed.).
- Consiglio nazionale delle donne italiane, Cento anni di impegno per la causa delle donne: il Consiglio Nazionale Donne Italiane nel centenario di fondazione, 1903-2003, [S.l, s.n.!, 2003.
- Notizie sul suo primo secolo di vita: 1903 - 2000, Consiglio nazionale delle donne italiane (ed.), s.l., s.n., 2000.
- Il cammino del diritto di famiglia: in Italia e nel continente africano. conseguenze giuridiche, economiche, sociali, Consiglio nazionale delle donne italiane (ed.), Milano, Provincia, 1998.
- Consiglio nazionale delle donne italiane, Atti del 1. Congresso nazionale delle donne italiane: Roma, 24-30 aprile 1908, Roma, Tip. della Società Ed. Laziale, 1912.
- Consiglio nazionale delle donne italiane, L'archivio del Consiglio nazionale delle donne italiane: inventario, Elena Ginanneschi, Luisa Montevecchi, Fiorenza Taricone (eds.), Roma, s. n., 2000.
- La Costituzione europea: problemi e prospettive, Nicola Viceconte, Giovanni Zampetti, Consiglio nazionale delle donne italiane (eds.), [S.l, s.n.!, 2007.
- Diritto all'infanzia e pedofilia, Maria Teresa Spagnoletti, Consiglio nazionale delle donne italiane (eds.), [S.l, s.n.!, 2007.
- Consiglio nazionale delle donne italiane, Egregia signora, il patriottico slancio con la quale le donne italiane, Gabriella Spalletti Rasponi (ed.), Torino, Tipografia Del Signore, 1914.
- Per la formazione di una coltura sociale e civile, Consiglio nazionale delle donne italiane (ed.), Roma, s.n., 1908.
- Consiglio nazionale delle donne italiane, Atti del dibattito Associazionismo femminile negli anni 80, problemi e prospettive: Milano, 7 maggio 1983, [S.l, s.n, 1983.
- L'occupazione femminile: problema regionale, nazionale, europeo, Vincenzo Scotti, Istituto di studi politici e amministrativi, Consiglio nazionale delle donne italiane (eds.), Verona, s.n., 1980.
- Atti del primo congresso nazionale delle donne italiane, Roma, 24-30 aprile 1908: Consiglio nazionale delle donne italiane, Roma, Tip. Soc. Ed. Laziale, 1912.
- Catalogo della biblioteca circolante del Consiglio nazionale delle donne italiane, Roma, E. Armani, 1919.
- Resoconto del Consiglio Nazionale delle Donne italiane del 1907, Roma, Tip. Forzani e C, 1908.
- Clementina Giusti Pesci, Proposte al Consiglio Nazionale delle Donne italiane per la classe delle domestiche, Bologna, Tip. Succ. Monti e Noe', 1913.